# Marató de TV3 per la regeneració i trasplantament d'òrgans i teixits
La Marató de TV3 per la regeneració i trasplantament d'òrgans i teixits és l'edició de la Marató de TV3 celebrada el 18 de desembre de 2011. Es dedicà a favor de regeneració i trasplantament d'òrgans i teixits. Amb una recaptació de 8.931.418, va ser la segona edició de la Marató amb més diners rebuts.

## La Marató
La Marató va començar a les deu del matí. L'evolució del marcador fou la següent:

Recaptació de les darreres edicions de La Marató de TV3
2011
2010
2009
2008
2007
2006

| Núm | Hora             | Recaptació  | Notes                                                                   |
| --- | ---------------- | ----------- | ----------------------------------------------------------------------- |
| 1   | 10:10            | 406.631 €   | Inici de la Marató                                                      |
| 2   | 12:07            | 653.222 €   |                                                                         |
| 3   | 13:00            | 762.389 €   |                                                                         |
| 4   | 14:10            | 1.006.358 € | Actualització d'abans del Telenotícies Migdia                           |
| 5   | 16:07            | 1.300.067 € |                                                                         |
| 6   | 18:03            | 1.899.236 € |                                                                         |
| 7   | 19:23            | 2.998.661 € |                                                                         |
| 8   | 20:46            | 3.495.783 € | Actualització d'abans del Telenotícies Vespre                           |
| 9   | 22:19            | 4.583.713 € |                                                                         |
| 10  | 23:51            | 6.032.455 € |                                                                         |
| 11  | 00:31            | 6.494.758 € |                                                                         |
| 12  | 01:20            | 7.231.628 € | Xifra en el moment de tancar el marcador.                               |
| 13  | 14:30            | 7.575.948 € | Xifra donada durant el Telenotícies migdia de l'endemà.                 |
| 14  | Recaptació final | 8.931.418 € | Recaptació final de la Marató de TV3 de l'any 2011 donada el 2 d'abril. |

## El disc de La Marató 2011
El disc de La Marató 2011 tingué 20 cançons per commemorar els 20 anys de la Marató. Alguns dels artistes participants van cantar per primera vegada en català. Cal destacar també la participació de l'Escolania de Montserrat, que enregistrà per primera vegada una cançó pop. Es va posar a la venda únicament l'11 de desembre de 2011 juntament amb la premsa del país.

### Cançons
| Cançó                          | Intèrpret                                                  |
| ------------------------------ | ---------------------------------------------------------- |
| 1. Em dónes força              | Sergio Dalma i Escolania de Montserrat                     |
| 2. Tot el que tinc             | Joan Masdéu                                                |
| 3. Per sempre més              | Ana Torroja                                                |
| 4. Em quedo al teu costat      | Teràpia de shock                                           |
| 5. Brilla                      | The Pepper Pots                                            |
| 6. No tinguis por              | Malú                                                       |
| 7. La clau de tots ets tu      | Èric Vinaixa                                               |
| 8. L'aire és ple d'amor        | La Pegatina                                                |
| 9. Més que paraules            | Andrea Motis i Joan Chamorro Group                         |
| 10. Una altra vegada           | La Iaia                                                    |
| 11. Plora amb mi               | Sílvia Pérez Cruz                                          |
| 12. Jo serè all                | Salsa de Reyes                                             |
| 13. Tinc un pensament per a tu | Raphael i La Principal de la Bisbal i The Gospel Viu Choir |
| 14. Sentir l'eternitat         | Nia                                                        |
| 15. Ulls dolços                | Melendi                                                    |
| 16. Ho faig per tu             | Lidia Guevara                                              |
| 17. Com et puc ajudar?         | Narcís Perich i Els Hewel                                  |
| 18. Teixit humà                | Projecte Banc de Sons, cançó col·lectiva                   |
| 19. Per molts anys             | Momo Ballesteros i Sergi Albert                            |
| 20. Sintonia de la Marató      | Always Drinking Marching Band                              |